# Шишкін Вадим
Вад́им Ш́ишкін (4 березня 1969, Київ) — український шахіст, гросмейстер (2007). Чемпіон світу серед ветеранів 2019 року.

## Біографія
Вадим Шишкін — український шахіст, який заявив про себе на міжнародній арені після розпаду Радянського Союзу. Відтоді активно виступає на численних міжнародних турнірах, зокрема в Польщі та Румунії.
У 1994 році здобув перемогу на відкритому турнірі у Варшаві, а в 1998 році — на відкритому чемпіонаті цього міста. У наступні роки неодноразово перемагав або ділив перші місця в турнірах, що проходили в Алушті, Казімєж-Дольному, Києві, Бухаресті, Одесі, Вроцлаві, Санкт-Петербурзі, Ковалево-Поморське, Барлінеку та інших містах.
Серед його значущих перемог — Меморіал Юхима Геллера (Одеса, 2005), Меморіал Віктора Чокилтя (Бухарест, 2008), Меморіал Емануїла Ласкера (Барлінек, 2006) та Меморіал Рубінштейна (Поляниця-Здруй, 2014).
У 1995 році Шишкін здобув титул міжнародного майстра (IM), а в 2007 — звання гросмейстера (GM). У 2019 році став чемпіоном світу серед ветеранів у віковій категорії 50+, перемігши на турнірі в Бухаресті.
Він є п'ятиразовим чемпіоном Києва (2002, 2003, 2007, 2011, 2013), а також багаторазовим учасником фінальних турнірів чемпіонату України в період з 1983 до 2020 року. Найкращого результату досяг у 2004 році, коли дійшов до 1/8 фіналу. У 2014 році став чемпіоном України у складі клубу «Абсолют» (Тернопіль)
Найвищого рейтингу у своїй кар'єрі досяг 1 січня 2006 року — 2545 пунктів, що відповідало 25–26-й позиції серед українських шахістів.

## Турнірні результати

### Чемпіонати України
Вадим Шишкін зіграв у п'яти фінальних турнірах чемпіонатів України, набравши загалом 16 очок з 40 можливих (+7-15-18).
| Рік  | Місто       | Турнір                 | + | − | = | Результат | Місце |
| ---- | ----------- | ---------------------- | - | - | - | --------- | ----- |
| 1983 | Мелітополь  | 52-й чемпіонат України | 2 | 1 | 6 | 5 з 9     | 15—22 |
| 2003 | Сімферополь | 72-й чемпіонат України | 3 | 4 | 2 | 4 з 9     | 65    |
| 2004 | Харків      | 73-й чемпіонат України | 1 | 2 | 1 | 1½ з 4    | 1/8   |
| 2007 | Харків      | 76-й чемпіонат України | 0 | 5 | 4 | 2 з 9     | 28    |
| 2020 | Омельник    | 89-й чемпіонат України | 1 | 3 | 5 | 3½ з 9    | 33    |

### Інші турніри
| Рік  | Місто    | Турнір                 | + | − | = | Результат | Місце  |
| ---- | -------- | ---------------------- | - | - | - | --------- | ------ |
| 1998 | Київ     | Чемпіонат Києва        | 7 | 2 | 2 | 8 з 11    | Bronze |
|      | Варшава  | Чемпіонат Варшави      | 6 | 0 | 3 | 7½ з 9    | Gold   |
| 2000 | Київ     | Чемпіонат Києва        | 5 | 2 | 4 | 7 з 11    | 5—11   |
| 2002 | Київ     | Чемпіонат Києва        | 8 | 2 | 1 | 8½ з 11   | Gold   |
|      | Київ     | Кубок незалежності     | 5 | 2 | 4 | 7 з 11    | 10—24  |
| 2003 | Київ     | Чемпіонат Києва        | 6 | 0 | 5 | 8½ з 11   | —2     |
| 2004 | Київ     | Чемпіонат Києва        | 4 | 2 | 5 | 6½ з 11   | 8—13   |
|      | Київ     | Меморіал Степічева     | 6 | 0 | 3 | 7½ з 9    | Gold   |
| 2005 | Київ     | Чемпіонат Києва        | 7 | 2 | 2 | 8 з 11    | —5     |
|      | Київ     | Кубок незалежності     | 8 | 1 | 2 | 9 з 11    | Gold   |
|      | Одеса    | Меморіал Геллера       | 5 | 1 | 3 | 6½ з 9    | —3     |
| 2006 | Київ     | 6-й кубок незалежності | 5 | 3 | 3 | 6½ з 11   | 11—12  |
|      | Барлінек | Меморіал Ласкера       | 4 | 0 | 5 | 6½ з 9    | —2     |
| 2007 | Київ     | Чемпіонат Києва        | 9 | 0 | 2 | 10 з 11   | Gold   |
| 2011 | Київ     | Чемпіонат Києва        | 7 | 0 | 2 | 8 з 9     | Gold   |
| 2013 | Київ     | Чемпіонат Києва        | 6 | 0 | 3 | 7½ з 9    | Gold   |